# Isozoanthus gilchristi
Isozoanthus gilchristi is een Zoanthideasoort uit de familie van de Parazoanthidae. De wetenschappelijke naam van de soort is voor het eerst geldig gepubliceerd in 1938 door Carlgren.